# Howard Staunton
Howard Staunton (Westmoreland, 1810. április – London, 1874. június 22.) angol sakkmester volt, akit 1843 és 1851 közt a világ legerősebb sakkjátékosának tartottak. Nevet szerzett sakkíróként – és Shakespeare-szakértőként is.
Ő volt a sakkversenyeken máig használt szabvány sakk-készlet reklámozója és elterjesztője. Ő szervezte meg a világ első nemzetközi sakktornáját 1851-ben, Londonban. Ezzel vált Anglia a világ sakknagyhatalmává, ugyanakkor a verseny Staunton trónfosztását is hozta: ekkortól helyette a német Adolf Anderssent tekintették a világ legjobbjának.
Ettől az évtől Staunton abbahagyta a versenyszerű sakkozást, amiben jelentős szerepet játszott gyenge egészsége, és a sakkírás és a Shakespeare-kutatás felé fordult. 1858-ban még volt egy komoly kísérlet arra, hogy megszervezzenek egy páros mérkőzést Staunton és az ifjú amerikai fenomén, Paul Morphy között, de az összecsapásra nem került sor. Stauntont azóta is gyakran éri az a vád, hogy szándékosan hitegette Morphyt, miközben elkerülni igyekezett a mérkőzést. Lehetséges azonban, hogy egyszerűen nem vált valóra az a reménye, hogy a mérkőzés időpontjára megfelelő egészségi állapotba kerüljön.
Nem kifejezetten támadó játékos volt, de a precíz előkészítés után végrehajtott pontos támadásairól volt híres. Sakkcikkei és könyvei nagy olvasottságnak örvendtek és jelentősen hozzájárultak a sakk népszerűségének felíveléséhez az Egyesült Királyságban. 1847-ben megjelent műve, A sakkjátékos kézikönyve évtizedekig referenciamű maradt. Az angol megnyitás és a Staunton-csel nevű sakkmegnyitások róla kapták a nevüket.
Bár indulatokat kiváltó személyiség volt és egyes írásai nem nélkülözték a maró gúnyt, jó kapcsolatot tartott fenn kora sok kiváló játékosával és szervezői képességei megkérdőjelezhetetlenek.
2016-ban beválasztották a World Chess Hall of Fame tagjai sorába.

## Fordítás
- Ez a szócikk részben vagy egészben  a   Howard Staunton című angol Wikipédia-szócikk ezen változatának fordításán alapul.  Az eredeti cikk szerkesztőit annak laptörténete sorolja fel. Ez a jelzés csupán a megfogalmazás eredetét és a szerzői jogokat jelzi, nem szolgál a cikkben szereplő információk forrásmegjelöléseként.